# Скарятин, Николай Дмитриевич
Николай Дмитриевич Скарятин — русский флотский офицер из рода Скарятиных, участник обороны Севастополя. Брат В. Д. Скарятина.

## Биография
Родился 27 марта 1827 г. в Тамбове. В 1843 году выпущен гардемарином из Морского кадетского корпуса, плавал в Балтийском море и произведён в мичманы в Черноморский флот.
В 1846—1854 годах ходил на разных судах по Азовскому и Чёрному морям. Всё время обороны Севастополя от англо-французов в чине лейтенанта 40-го флотского экипажа провёл в городе, командуя поочерёдно батареями по 2-й оборонительной линии, на Малаховом кургане, на 2-м бастионе и в конце осады возглавил Селенгинский редут. Был контужен в голову и ранен в ногу, за что награждён орденами Св. Георгия 4-й степени (11 мая 1855 года, № 9605 по кавалерскому списку Григоровича — Степанова), Св. Владимира 4-й степени с мечами, Св. Анны 2-й степени с мечами и золотой саблей с надписью «За храбрость» (27 апреля 1855 года).
В 1856—1858 годах состоял по особым поручениям, а потом личным адъютантом при начальнике штаба и заведующим морской частью в Николаеве контр-адмирале Г. И. Бутакове. В 1857—1858 годах находился в командировке в Англии и Франции для присмотра за постройками винтовых шхун «Соук-су» и «Туапсе». Командуя последней, в 1859 году пришёл в Николаев из Гавра. В 1860 году командовал пароходом «Тамань» в Чёрном море и 17 октября произведён в капитан-лейтенанты. В 1861—1864 годах находился в Англии и Франции по поручению Морского министерства.
В 1864 году уволен от службы за ранами с чином капитана 2-го ранга. Автор нескольких сочинений на морскую тематику.
Умер 29 декабря 1888 года в Москве от воспаления печени. Похоронен на городском кладбище Севастополя.

## Семья
- Жена — Надежда Павловна (1838 — 25.12.1904, Севастополь).
- Дочь Софья — жена Григория Константиновича Беляева (штабс-ротмистр Крымского конного полка).

## Избранная библиография
- Весовая баржа // Морской сборник. 1857. т. Х.
- Новый паяльник (из письма из Лондона) // Морской сборник. 1857. т. XI.
- Спуск гребных судов по способу г. Росселя. // Морской сборник. 1857. т. XI.
- Гонки гребных судов под вёслами и парусами, с рулём и без рулей, в Николаеве по р. Бугу. // Морской сборник. 1860. т. VIII.
- Военно-морские силы в Китайских водах // Морской сборник. 1860. т. X.